# Locomotiva 4-6-6-4

Diagrama do arranjo de rodas 4-6-6-4.

Uma locomotiva 4-6-6-4 é uma locomotiva articulada do tipo Mallet, que possui, de acordo com a Classificação Whyte para locomotivas a vapor, um arranjo de rodas com quatro rodas guia em dois eixo sem tração, seguidas de seis rodas motrizes em três eixos, articulados com mais seis rodas motrizes em três eixos e mais quatro eixos portantes posteriores.

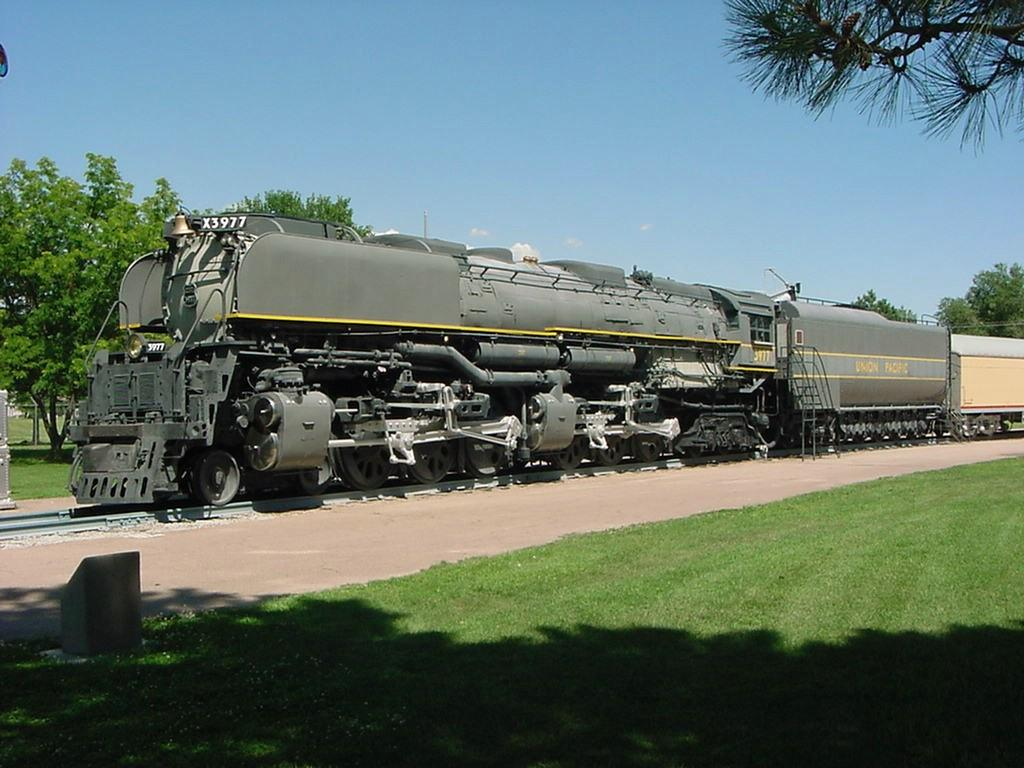
Locomotiva Challenger 3977, Union Pacific.

As locomotivas com arranjo 4-6-6-4, apelidadas "Challenger", foram desenvolvidas para a Union Pacific, que procurava locomotivas mais potentes que pudessem desafiar os trechos mais íngremes, particularmente na região da cordilheira Wasatch.. Inicialmente, as 4-6-6-4 foram desenvolvidas pela ALCO, a partir das 4-12-2, com o conjunto de 12 rodas dividido em dois e mais duas rodas portantes sendo acrescentadas na região posterior. A primeira 4-6-6-4 foi entregue à Union Pacific em agosto de 1936. Posteriormente a Baldwin também desenvolveu algumas locomotivas com esta configuração, que foram usadas por oito empresas, num total de 252 unidades construídas ao longo de 11 anos.

## Outras classificações
Outros sistemas de classificação representam o arranjo 4-6-6-4 com as seguintes notações
- Classificação alemã (UIC): 2CC2 - atualizado (2'C)C2' para locomotivas Mallet.
- Classificação francesa: 230+032
- Classificação turca: 35+35
- Classificação suíça: 3/5+3/5